# Jak feniks z popiołów
Jak feniks z popiołów – drugi album kieleckiego rapera o pseudonimie Pęku. Ukazał się 11 lutego 2013 roku nakładem wytwórni Stojedenaście. Za produkcję odpowiadają m.in. DNA i DJ 600V. Gościnnie w nagraniach wzięli udział Gutek, Fu, KonkretZs, Pih, Bosski Roman, Jahbestin i Jogas.

## Lista utworów
Opracowano na podstawie materiału źródłowego.
1. "Intro" (prod. Fasut NS)
2. "Kto powiedział" (prod. DNA)
3. "Aż po dziś" (prod. Sakier)
4. "Co Nas nie zabije" (gość. Gutek) (prod. Webster)
5. "Pieniądze" (prod. Sakier)
6. "Do góry nogami" (prod. Fabster)
7. "Życia księga" (gość. Fu) (prod. Vasquez)
8. "Srogie życie" (prod. DNA)
9. "Ruszam gdzieś" (prod. Webster)
10. "Głupota nie boli" (prod. DNA)
11. "Pejzaże miasta" (gość. KonkretZs) (prod. Sakier)
12. "Diabelski młyn" (gość. Pih) (prod. DNA)
13. "Po co?" (gość. Bosski Roman, Jahbestin) (prod. DNA)
14. "Zrozumienie" (gość. Franek) (prod. Sakier)
15. "Widzą nie widzą" (prod. Fabster)
16. "Balet i klub" (prod. DJ 600V)
17. "Dla każdego" (gość. Jogas) (prod. Sakier)
18. "Diabelski młyn (Remix)" (gość. Pih) (prod. Sakier)